# Romuald Miller

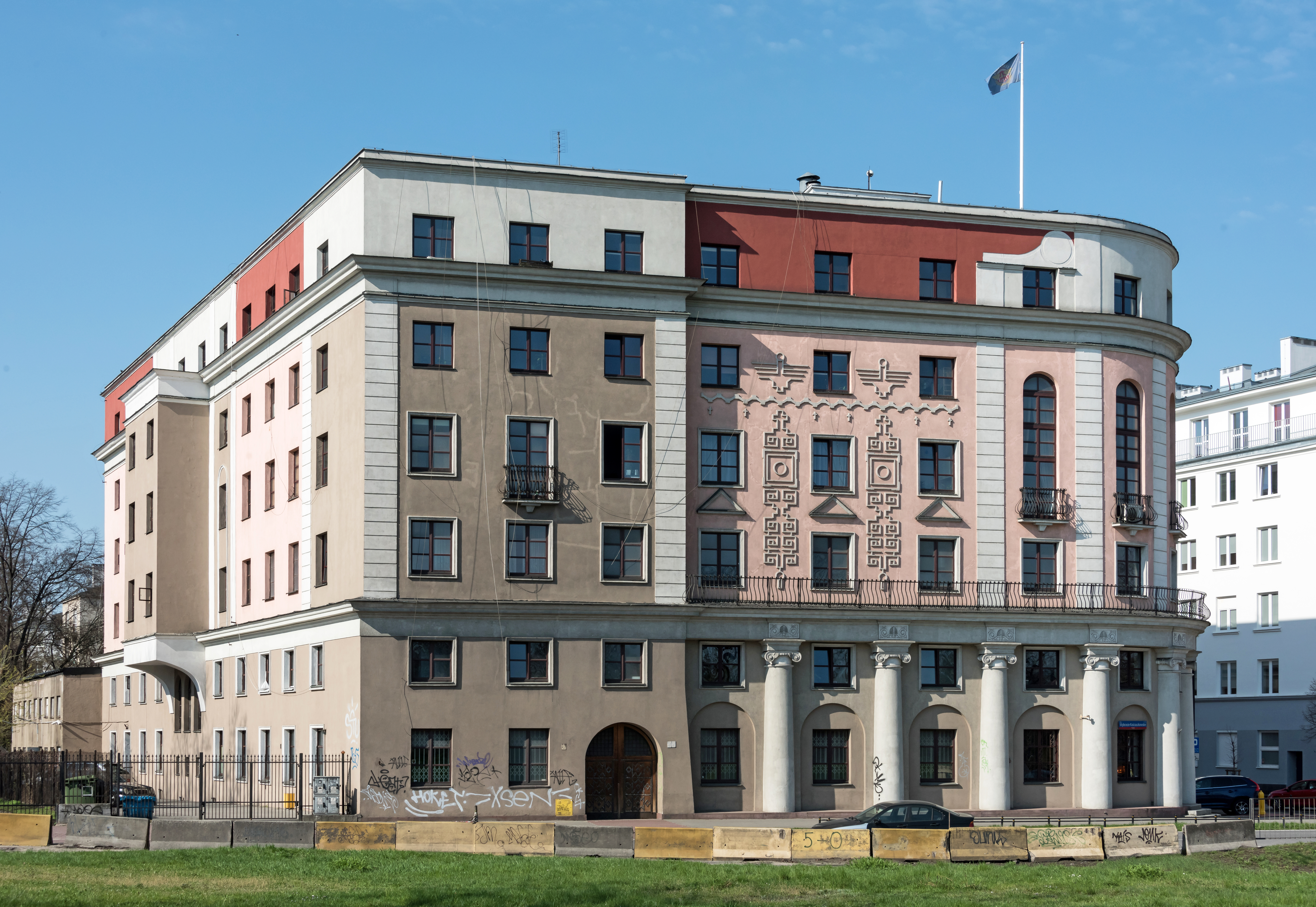
Dom Związku Zawodowego Kolejarzy z teatrem Ateneum w Warszawie

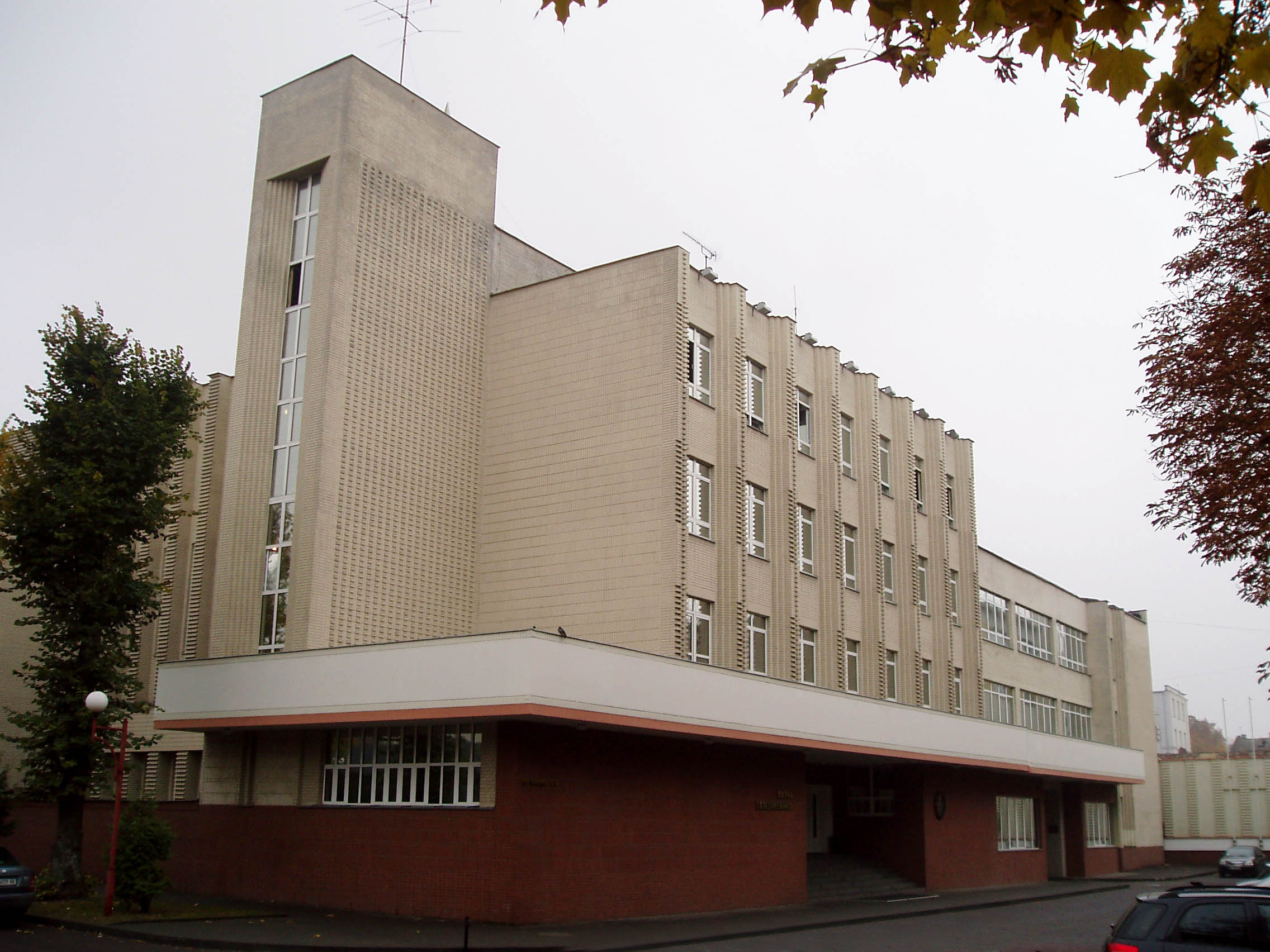
b. Dom ZZK we Lwowie, obecnie Muzeum Historii Kolei Lwowskiej

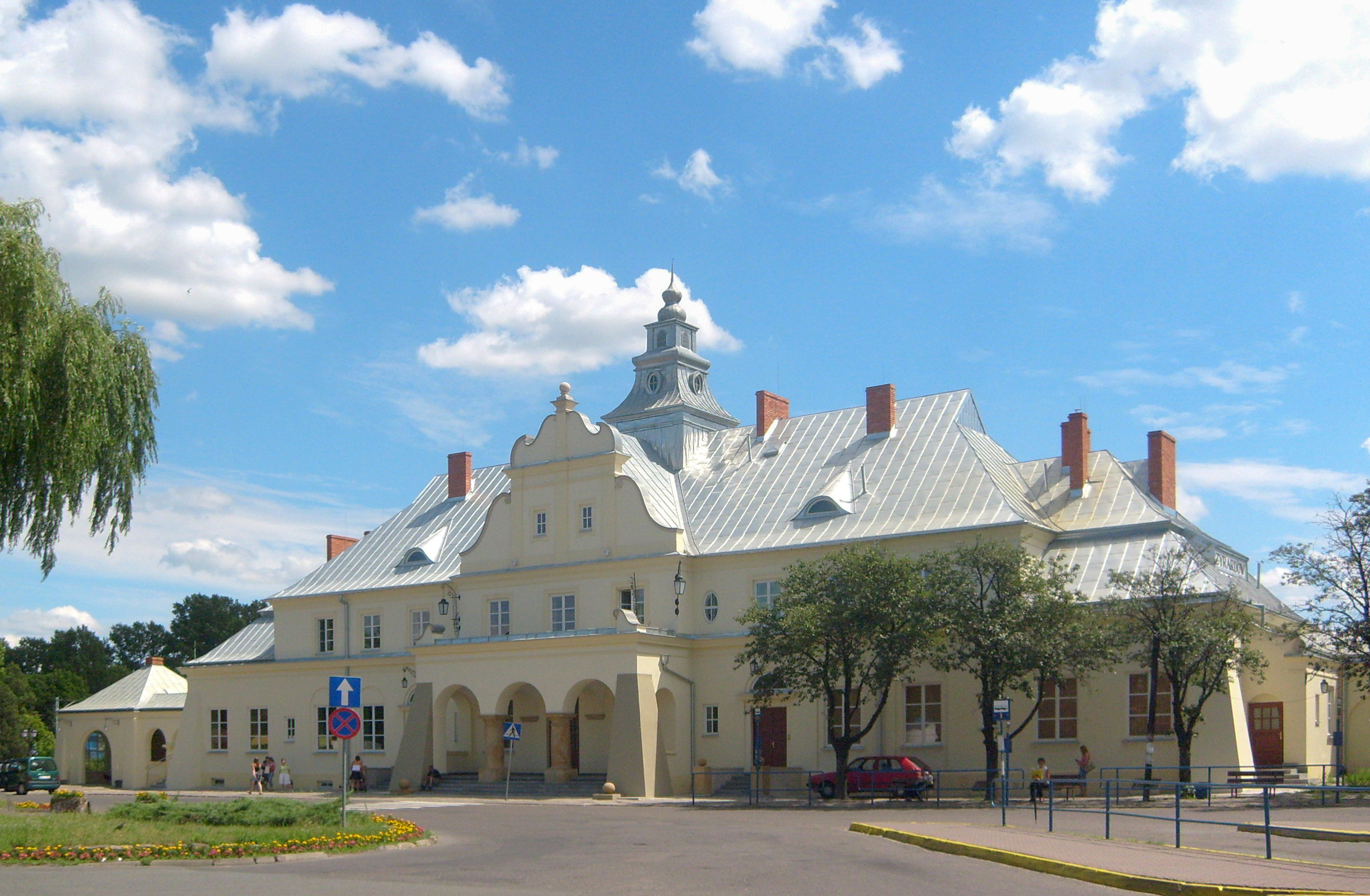
Dworzec kolejowy w Żyrardowie

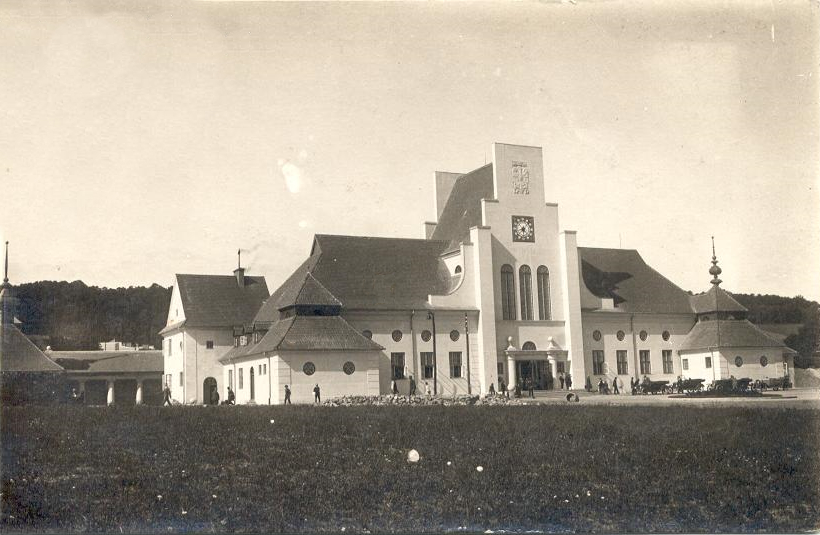
Dworzec kolejowy w Gdyni

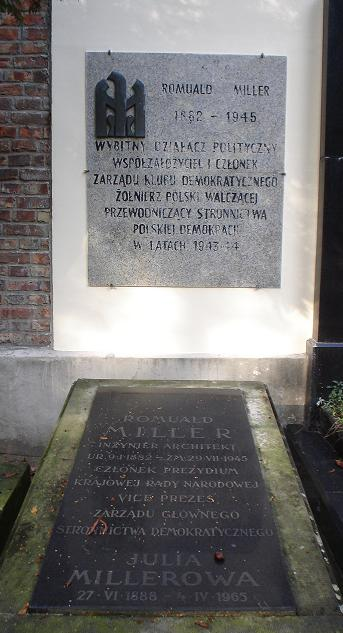
Grób Romualda Millera na Powązkach

Romuald Miller (ur. 9 stycznia 1882 w Łodzi, zm. 29 lipca 1945 w Otwocku) – polski architekt i działacz polityczny. Wolnomularz. 

## Życiorys
Urodził się w rodzinie Romualda, pracownika kolei, i Florentyny z Matysków (1859–1935). Miał siostrę i dwóch braci: Stanisława Kwiryna i Jana Nepomucena. Ukończył w 1899 Wyższą Szkołę Rzemieślniczą w Łodzi, a w 1908 został absolwentem (ze złotym medalem) Instytutu Inżynierów Cywilnych w Sankt Petersburgu. Działał w PPS. Był uczestnikiem rewolucji w 1905.  W 1909 razem z poślubioną w 1903 żoną Julią (1888–1965) wrócili do Łodzi, gdzie Romuald początkowo był zatrudniony na stanowisku pomocnika architekta miejskiego (1909–1912), a następnie pomocnika inżyniera gubernialnego w Piotrkowie (1912–1914). Równocześnie prowadził prywatną praktykę zawodową. Założył pierwszą zespołową pracownię architektoniczną. W 1910 miał pracownię przy ul. Zielonej 14 w Łodzi.
Po zakończeniu I wojny światowej zamieszkał w Warszawie. W 1918 zatrudnił się w Ministerstwie Robót Publicznych, w roku następnym rozpoczął pracę w Wydziale Drogowym Warszawskiej Dyrekcji Kolejowej, jako zastępca kierownika Sekcji Architektonicznej, Bronisława Brochwicz-Rogoyskiego, a po jego śmierci w 1921 objął stanowisko jej kierownika, które piastował do 1924. Wg projektu pracowni sekcji architektonicznej Warszawskiej Dyrekcji Kolejowej pod kierunkiem Bronisława Brochwicza-Rogoyskiego i jego zastępców Romualda Millera i Józefa Wołkanowskiego wzniesiono dworce m.in. w Grodzisku Mazowieckim, Modlinie-Nowym Dworze Mazowieckim, Pruszkowie, Radziwiłłowie i Żyrardowie. Równocześnie, w latach ok. 1922–1924 współpracował z architektem Kazimierzem Mieszkisem, głównie wykonując projekty dla wojska. W latach 1924–1939 prowadził prywatną praktykę zawodową, głównie projektując dla Związku Zawodowego Kolejarzy, którego był stałym współpracownikiem i doradcą technicznym. Prowadził też działalność społeczno-organizacyjną i polityczną. Współorganizował w 1929 (i pełnił funkcję prezesa) Związku Stowarzyszeń Architektów Polskich. W latach 30. pracował w komitecie redakcyjnym miesięcznika „Architektura i Budownictwo” oraz publikował w nim artykuły. Członek Koła Architektów w Warszawie. Członek Sądu Koleżeńskiego Koła (1930). Współzałożyciel SARP (1934). Członek O. Warszawskiego SARP (od 1934). Prezes SARP (1934–1937, 1945). Przewodniczący Koła Architektów i Plastyków w Klubie Demokratycznym (1937–1939). 
W czasie okupacji niemieckiej przebywał stale w Warszawie, gdzie w pracy podziemnej współtworzył Stronnictwo Demokratyczne, a po aresztowaniu prof. Mieczysława Michałowicza przewodniczył Stronnictwu. Podczas powstania warszawskiego stracił jednego z synów, a sam został ranny.
Po wojnie był działaczem PKWN, w maju 1945 został powołany do Prezydium Krajowej Rady Narodowej. Zastępca Prezesa Krajowej Rady Narodowej, poseł z ramienia Stronnictwa Demokratycznego. Pracował w Biurze Odbudowy Stolicy i współpracował z Ministerstwem Komunikacji.
Zmarł w trakcie pobytu w sanatorium w Otwocku, pochowany 2 sierpnia 1945 na cmentarzu Powązkowskim w Warszawie (kwatera Aleja Zasłużonych-1-20).

## Projekty
- 4-piętrowa kamienica Alberta Bohme’go w Łodzi (wzniesiona w latach 1911–1912) przy ul. Piotrkowskiej 113 (w 2016 r. wpisana do rejestru zabytków)[10]
- kamienica Stowarzyszenia Oświatowego „Betania” w Łodzi (wzniesiona w latach 1912–1913), przy ul. Piotrkowskiej 275
- Kamienica Heimanów w Łodzi (1912)[11]
- przebudowa budynku Instytutu Higieny Dziecięcej przy ul. Litewskiej 16 w Warszawie (1931–1932)[12]
- gmach Związku Zawodowego Kolejarzy w Warszawie, ul. Jaracza 2 (1927); od 1928 również siedziba Teatr „Ateneum”[13]
- Gmach Dyrekcji Przedsiębiorstwa Wodociągów i Kanalizacji przy placu Starynkiewicza 5 w Warszawie (1928–1930)[14]
- projekt typowy dla stacji kolejowej średniej wielkości w dwóch wariantach – podstawowym: dworce w Sierpcu, Gostyninie, Łęczycy i Ozorkowie oraz rozszerzonym: dworce w Kole (1921) i Koninie (zburzony)[15]
- dworzec kolejowy w Żyrardowie (1922)
- dworzec kolejowy w Lublinie (przebudowa 1923–1924)
- dworzec kolejowy w Pruszkowie (1924)
- dworzec kolejowy w Gdyni (1926–1928)
- dworzec kolejowy w Grodzisku Mazowieckim (1928)
- dworzec kolejowy w Teresinie
- dworzec kolejowy w Radziwiłłowie
- dworzec kolejowy w Aleksandrowie Kujawskim
- dom Związku Zawodowego Pracowników Kolejowych miasta Lwowa (1930–1937)
- dom własny przy ul. Karskiej 7 w Warszawie[16]
- Dom przy ul. Grębałowskiej 11 w Warszawie[17]

## Odznaczenia
- Order Krzyża Grunwaldu II klasy (pośmiertnie, 1946)[18]